# Tommaso Ferraro

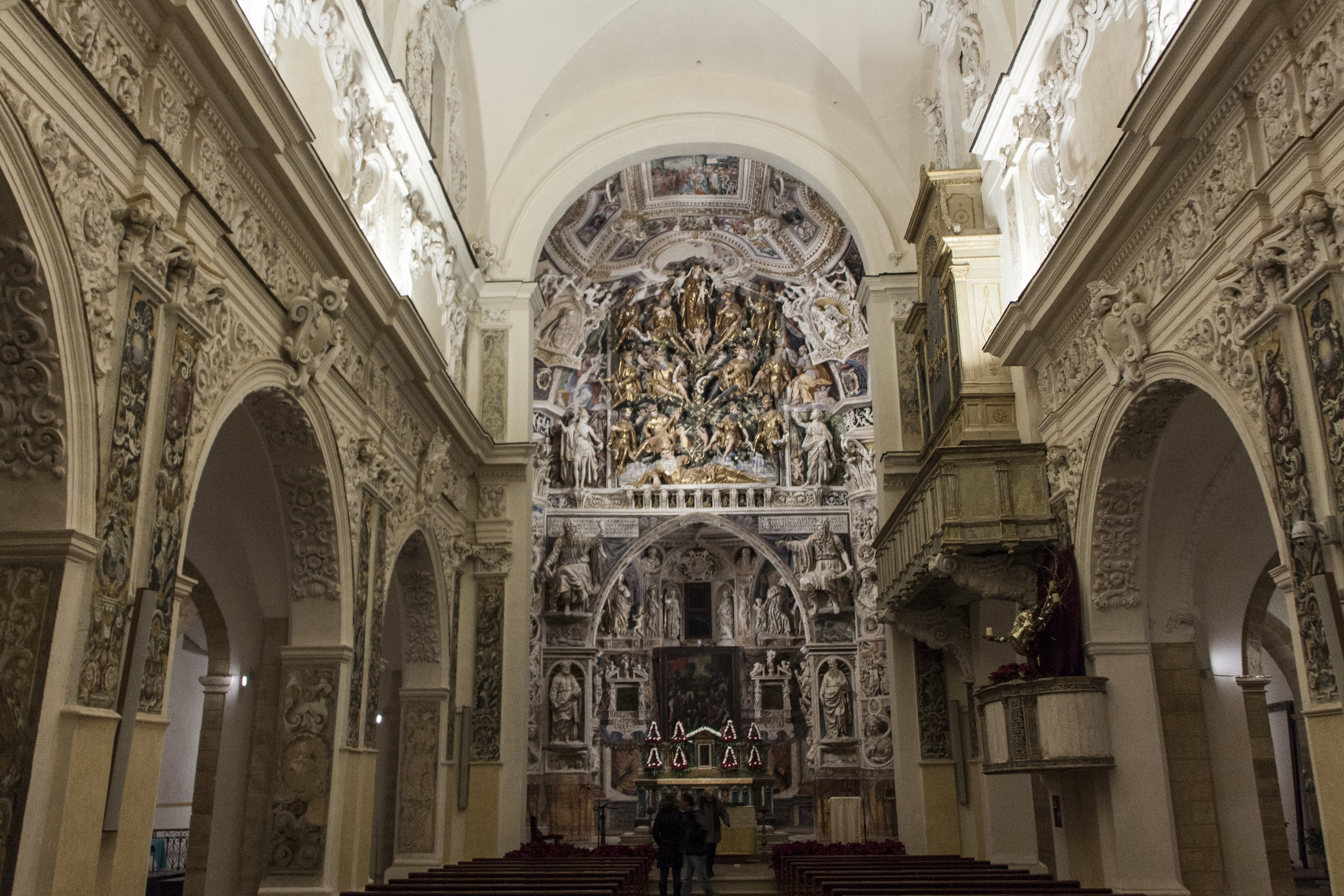
San Domenico.

Tommaso Ferraro (Giuliana, XVI secolo – 8 agosto 1588) è stato un pittore, scultore e architetto italiano del barocco in Sicilia.

## Biografia
Figlio del pittore e stuccatore Antonino Ferraro e fratello di Orazio Ferraro.

## Genealogia
|  |  |  |  |  |  |  |  |  |  |  |  |  |  |  |  |  |  |  |  |  |  |  |  |                        |                        |                        |                        |                        |                        |  |  |                        |  |  |  |  |  |  |  |                |                |                |                |                |                |  |  |  |  |  |  |  |  |  |  |  |  |  |  |  |  |  |  |  |  |  |  |  |  |  |  |  |  |
|  |  |  |  |  |  |  |  |  |  |  |  |  |  |  |  |  |  |  |  |  |  |  |  |                        |                        |                        |                        |                        |                        |  |  | Tommaso Ferraro senior |  |  |  |  |  |  |  |                |                |                |                |                |                |  |  |  |  |  |  |  |  |  |  |  |  |  |  |  |  |  |  |  |  |  |  |  |  |  |  |  |  |
|  |  |  |  |  |  |  |  |  |  |  |  |  |  |  |  |  |  |  |  |  |  |  |  |                        |                        |                        |                        |                        |                        |  |  |                        |  |  |  |  |  |  |  |                |                |                |                |                |                |  |  |  |  |  |  |  |  |  |  |  |  |  |  |  |  |  |  |  |  |  |  |  |  |  |  |  |  |
|  |  |  |  |  |  |  |  |  |  |  |  |  |  |  |  |  |  |  |  |  |  |  |  |                        |                        |                        |                        |                        |                        |  |  | Antonio Ferraro        |  |  |  |  |  |  |  |                |                |                |                |                |                |  |  |  |  |  |  |  |  |  |  |  |  |  |  |  |  |  |  |  |  |  |  |  |  |  |  |  |  |
|  |  |  |  |  |  |  |  |  |  |  |  |  |  |  |  |  |  |  |  |  |  |  |  |                        |                        |                        |                        |                        |                        |  |  |                        |  |  |  |  |  |  |  |                |                |                |                |                |                |  |  |  |  |  |  |  |  |  |  |  |  |  |  |  |  |  |  |  |  |  |  |  |  |  |  |  |  |
|  |  |  |  |  |  |  |  |  |  |  |  |  |  |  |  |  |  |  |  |  |  |  |  | Tommaso Ferraro junior | Tommaso Ferraro junior | Tommaso Ferraro junior | Tommaso Ferraro junior | Tommaso Ferraro junior | Tommaso Ferraro junior |  |  |                        |  |  |  |  |  |  |  | Orazio Ferraro | Orazio Ferraro | Orazio Ferraro | Orazio Ferraro | Orazio Ferraro | Orazio Ferraro |  |  |  |  |  |  |  |  |  |  |  |  |  |  |  |  |  |  |  |  |  |  |  |  |  |  |  |  |
|  |  |  |  |  |  |  |  |  |  |  |  |  |  |  |  |  |  |  |  |  |  |  |  | Tommaso Ferraro junior | Tommaso Ferraro junior | Tommaso Ferraro junior | Tommaso Ferraro junior | Tommaso Ferraro junior | Tommaso Ferraro junior |  |  |                        |  |  |  |  |  |  |  | Orazio Ferraro | Orazio Ferraro | Orazio Ferraro | Orazio Ferraro | Orazio Ferraro | Orazio Ferraro |  |  |  |  |  |  |  |  |  |  |  |  |  |  |  |  |  |  |  |  |  |  |  |  |  |  |  |  |
|  |  |  |  |  |  |  |  |  |  |  |  |  |  |  |  |  |  |  |  |  |  |  |  |                        |                        |                        |                        |                        |                        |  |  |                        |  |  |  |  |  |  |  |                |                |                |                |                |                |  |  |  |  |  |  |  |  |  |  |  |  |  |  |  |  |  |  |  |  |  |  |  |  |  |  |  |  |

## Opere

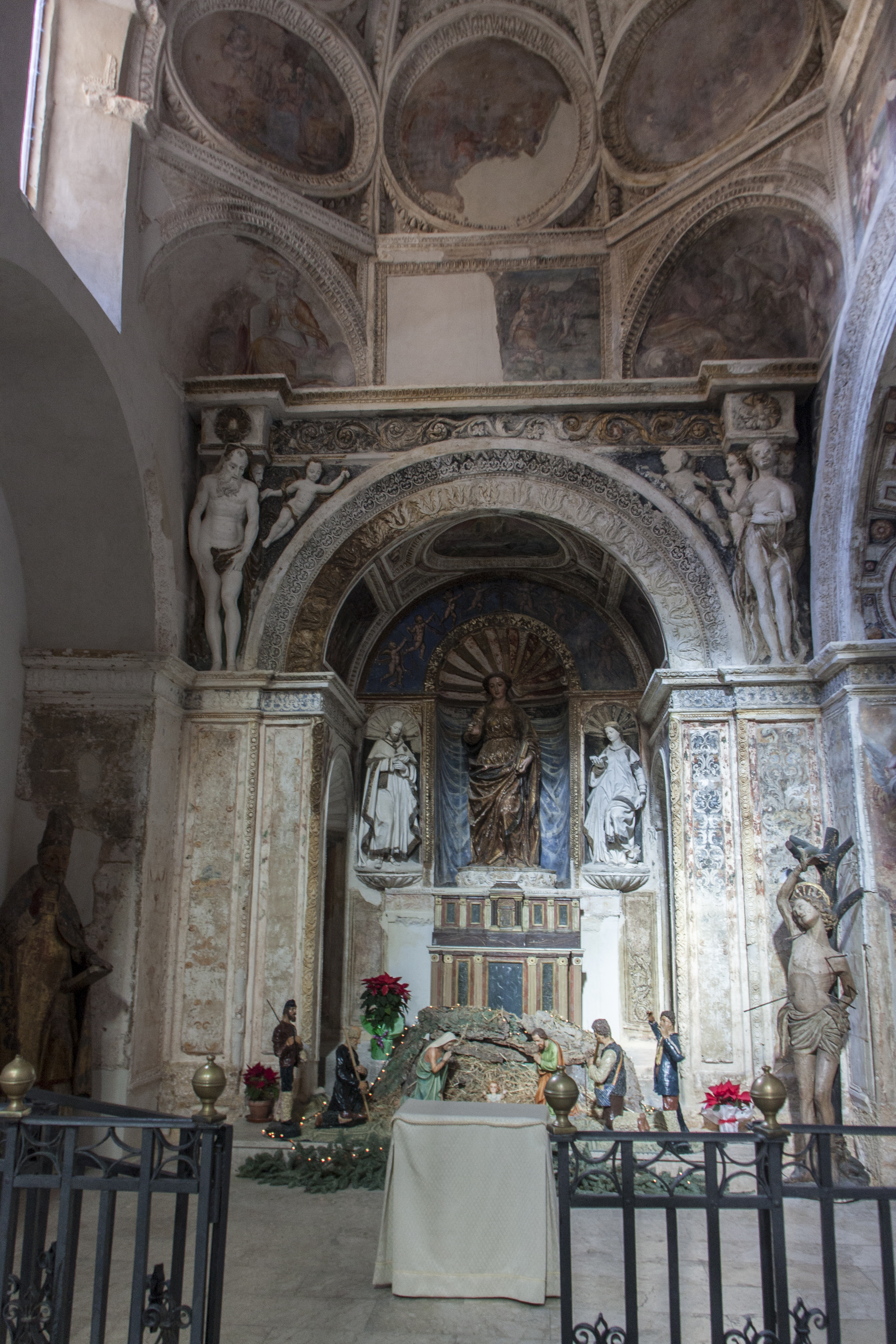
Cappella della Maddalena.

### Trapani e provincia

#### Castelvetrano
- 1574 - 1580, Ciclo, affreschi e apparato decorativo in stucco e terracotta realizzati con la collaborazione del padre Antonio e del fratello Orazio presenti nel cappellone, coro e arco trionfale della chiesa di San Domenico.[1][2]
- 1589, Cappella della Maddalena, l'ambiente raccoglie in un unico sito manufatti d'architettura, pittura, scultura. Il fronte è decorato con due pilastri che sorreggono una cornice con medaglioni, all'interno sette riquadri e ovali decorati con affreschi riproducenti episodi di vita della Maddalena. L'arco poggia su nicchie contenenti i simulacri di San Pietro e San Paolo. L'ambiente è chiuso da una cupola ottagonale ripartita in spicchi con ovali affrescati, sulle pareti laterali due archi destinati ad ospitare sepolture arricchiti da modanature, fregi e scomparti. L'altare della titolare rappresentata con statua in terracotta si erge fra i due laterali dedicati rispettivamente a San Lazzaro e Santa Marta qui raffigurati con statue in stucco. Opere autografe con la dicitura: "HIC QVICQVID PICTVRA, SCVLTVRA ET SIMVL ARCHITECTVRA EXTAT THOMAS FERRARVS, ADHVC ADOLESCENS, PARITER IN ARTE PINGENDI, SCVLPENDI AC EXSTRVENDI NEOTERICVS, ANTONINI FERRARI, IVLIANENSIS, PICTORIS SCVLPTOURISQVE INSIGNIS, FILIVS, A VERTICE AD CALCEM STUDIO INGENIO MANVQVE SVA GRAPHICE PINXIT, SCVLPSIT ATQVE EXTRVXIT 1589", realizzate nella navata sinistra del duomo di Maria Santissima Assunta.[3]